# Kissinger Diktat

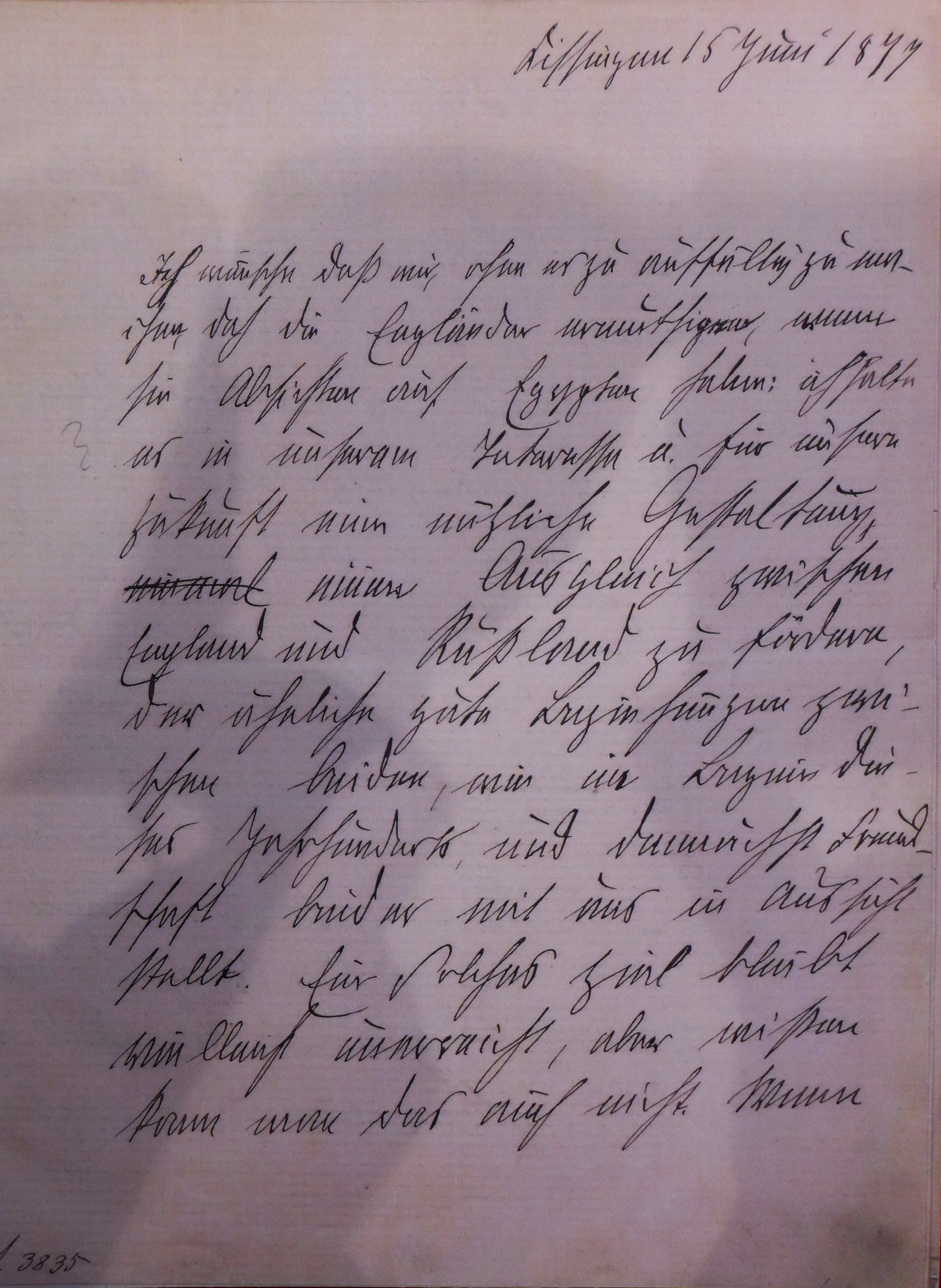
Erste Seite des Kissinger Diktates in der Handschrift Herbert von Bismarcks

Das Kissinger Diktat bezeichnet ein von Otto von Bismarck am 15. Juni 1877 in Bad Kissingen diktiertes diplomatisches Aktenstück, das wichtige Grundzüge seiner außenpolitischen Konzeption enthielt.

## Hintergrund
Otto von Bismarck fürchtete Koalitionen der anderen europäischen Mächte gegen das neu entstandene Deutsche Kaiserreich von 1871 („Albtraum von Koalitionen“ oder  französisch cauchemar des coalitions) mit seiner verwundbaren geographischen Position in der Mitte Europas. Dabei ging er von einer prinzipiellen Gegnerschaft Frankreichs aus, da die Vereinigung Deutschlands im Jahre 1870/71 in einem Krieg gegen Frankreich erreicht wurde. Frankreich hatte am Ende das Elsaß und einen Teil von Lothringen verloren und Bismarck fürchtete daher eine französische Revanche. 
1877 war der Friede in Europa durch die Balkankrise bedroht: Nach Aufständen  der christlichen Bevölkerung auf dem Balkan gegen die osmanische Hoheit intervenierte Russland angeblich zu deren Schutz, russische Truppen rückten auf Konstantinopel vor. Dies schien das europäische Gleichgewicht zu stören.

## Inhalt
Im Kissinger Diktat, das Otto von Bismarck am 15. Juni 1877 seinem Sohn Herbert in seiner Kur-Wohnung in Bad Kissingen im Zusammenhang mit der Balkankrise (1875–78) diktierte, entwarf er das Idealbild „nicht irgendeines Ländererwerbes, sondern das einer politischen Gesamtsituation, in welcher alle Mächte außer Frankreich unser bedürfen, und von Koalitionen gegen uns durch ihre Beziehungen zueinander nach Möglichkeit abgehalten werden.“
Das Dokument beschreibt eine Politik der freiwilligen Machtbeschränkung, um einen Krieg in Mitteleuropa zu vermeiden und so die Position Deutschlands zu sichern. Um Bündnisse gegen Deutschland zu verhindern, wollte Bismarck die Interessenkonflikte zwischen den anderen europäischen Mächten an der Peripherie oder außerhalb Europas nutzen. Eine Unterstützung oder zumindest neutrale Stellung Deutschlands in diesen Konflikten sollte für die anderen Großmächte notwendig sein. 

Konkret plante Bismarck, Großbritannien zu Kolonialerwerb in Ägypten zu ermutigen, was zu Spannungen mit Russland führen würde, von dem er annahm, es würde Konstantinopel besetzen und damit die Durchfahrt durch den Bosporus kontrollieren: 

„Wenn England und Russland auf der Basis, dass ersteres Ägypten, letzteres das Schwarze Meer hat, einig würden, so wären beide in der Lage, auf lange Zeit mit Erhaltung des Status quo zufrieden zu sein, und doch wieder in ihren größten Interessen auf eine Rivalität angewiesen, die sie zur Teilnahme an Koalitionen gegen uns […] kaum fähig macht.“

Das Kissinger Diktat konzipierte das im Bündnissystem Bismarcks verwirklichte Programm seiner Diplomatie, die aus einer gewissen realistischen Einsicht in das internationale Kräfteverhältnis um die Sicherung der außenpolitischen Stellung des preußisch-deutschen Reiches bemüht war, dazu aber – um die Interessengegensätze der europäischen Mächte zum Gewinn deutscher Bündnispartner ausnutzen zu können – kein internationales Problem wirklich lösen wollte.